# Vahlhausen (Detmold)
Vahlhausen (plattdeutsch: Vahlsen) ist ein Ortsteil von Detmold im Kreis Lippe in Nordrhein-Westfalen und liegt etwa vier Kilometer in östlicher Richtung vom Stadtzentrum entfernt. Die benachbarten Detmolder Ortsteile sind Niederschönhagen, Diestelbruch, Detmold-Nord, Hakedahl und Mosebeck und Remmighausen. Der Ortsteil Vahlhausen setzt sich aus den ehemaligen Gemeinden Dahlsheide, Vahlhausen, Hohenwart, Vahlhauser Höhe und Neumeiersfeld zusammen. In Vahlhausen  wohnen insgesamt 615 Bürger (August 2006) auf einer Fläche von 2,4 km². Ortsbürgermeisterin ist derzeit Bärbel Hesse (SPD), der Vertreter im Stadtrat ist Manfred Stölting (SPD).
Historische Fachwerkhäuser, zum Teil aus dem 16. Jahrhundert, prägen das Dorfsbild ebenso wie alte Trockenmauern, Streuobstwiesen, Wälder, Wiesen und Felder. Im Ortsteil gibt es eine evangelische Kirchengemeinde, den Männerchor Vahlhausen und den Heimat- und Geselligkeitsverein. Bekannt geworden ist das im Jahr 1954 als Posaunenchor gegründete Orchester Vahlhausen-Lippe-Detmold, das als Blasorchester der Ober- und Höchststufe u. a. auf zahlreiche Auftritte in Funk und Fernsehen verweisen kann. Im Dorf gibt es einen integrativen Kindergarten für Behinderte und Nichtbehinderte und eine Einrichtung für Betreutes Wohnen.

## Geschichte
Der Ort wurde vermutlich zwischen 850 und 1050 gegründet. In Dokumenten des Klosters Corvey aus dem 9. Jahrhundert werden mehrere Siedlungen ähnlichen oder gleichen Namens genannt, es gibt aber keine Lagebeschreibung. Eins der genannten Vahlhausen aus dem frühen 13. Jahrhundert ist nach Quellenlage aber mit Vahlhausen bei Detmold zu identifizieren. Die erste gesiegelte Urkunde stammt aus dem Jahr 1363. Das Schadensverzeichnis der Eversteinschen Fehde (1404–1409) weist auf einen Kerkhove to Vahusen hin, also auf die Existenz einer Kapelle in der Siedlung. Am 2. Juni 1609 werden 103 Bewohner im Ort gezählt und nach den Verlusten im Dreißigjährigen Krieg (1618–1648) gibt es nur noch 71 Menschen in Vahlhausen. Im Jahr 1722 zählt man 47 Gebäude im Ort. 1774 ist die Nummerierung der Häuser abgeschlossen, bei der 16 abgabepflichtige Grundbesitzer aufgeführt werden. Zu den Grundbesitzern zählen 6 Vollmeier, 2 Halbspänner, 1 Mittelkötter und 7 Hoppenplöcker. 1774 werden 128 und 1828 in 46 Wohnhäusern insgesamt 206 Menschen gezählt. Ab 1854 wird die Bauerschaft Vahlhausen in Dorf Vahlhausen und Hohenwart unterschieden. 1900 gibt es in Vahlhausen 340 Einwohner und 1913 wird die evangelisch-reformierte Kirchengemeinde Vahlhausen gegründet, die 1915 eine eigene Kirche erhält. 1968 wird in Vahlhausen die fast 300-jährige Schulgeschichte mit der Umwandlung der Schule in einen Kindergarten beendet. Am 1. Januar 1970 endet auch die Selbständigkeit als Gemeinde (mit dem offiziellen Namen Vahlhausen bei Detmold) mit der Kommunalreform. Vahlhausen wird ein Ortsteil von Detmold.